# Plenitudo potestatis

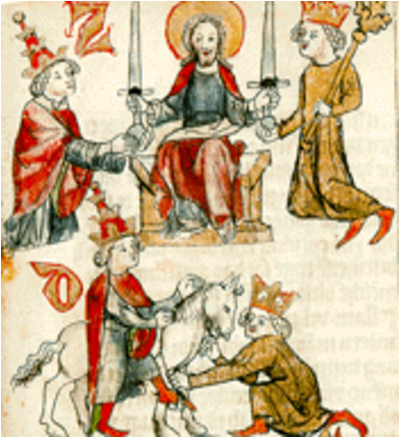
Iluminura do "Sachsenspiegel" ou "Espelho dos Saxões" (1220-1235), uma coleção de leis consuetudinárias. Na parte de cima, Cristo entrega duas espadas, ao papa e ao sacro imperador, expressando a distinção entre o poder espiritual e político. Na parte de baixo, o imperador segura o estribo do papa. Embora parece que a intenção do autor foi mostrar que os poderes do papa e do imperador são iguais, tradicionalmente a iluminura foi interpretada como demonstrando que o papa é senhor do imperador e tem um poder mais sublime.

Plenitudo potestatis é um termo jurídico medieval empregado para descrever o poder e a jurisdição papal. O termo foi empregado nos escritos canônicos para designar a autoridade papal desde o pontificado de Leão I, no entanto, foi Inocêncio III, o primeiro papa a usar o termo regularmente como uma descrição do poder governamental papal. No século XIII, os canonistas usaram o termo plenitudo potestatis para caracterizar o poder do Papa na Igreja, ou, mais raramente, a prerrogativa do Papa na esfera temporal.

## Conceito e Crença
O conceito de Plenitudo Potestatis foi desenvolvido por Egídio Romano, Alexandre de S. Elpidio, Álvaro Pelágio e Jaime de Viterbo. Todos esses autores concordavam que o poder dos reis e dos imperadores, ou seja, dos senhores laicos, só tinha validade espiritual na medida em que fosse confirmado pelo Papa. Numa sociedade profundamente espiritualizada, na qual a Ecclesia (Igreja) chegava a ser sinônimo de sociedade, essa afirmação era de grande importância. A partir dos argumentos dos canonistas surgiu o conceito de que o Papa seria responsável por fazer um rei ou um imperador.
Esse pensamento encontra suas raízes na teoria das duas espadas, uma interpretação da passagem de Lucas na qual o Espiritual e o Temporal, simbolizados por duas espadas, seriam entregues a Cristo (Lucas 22:38). A Teoria das Duas Espadas defendia que o Papa tinha a posse dos poderes espiritual e temporal e, portanto, seria o responsável por delegar o poder aos reis. O conceito de que o poder temporal é negativo e deve ser orientado pelo espiritual é originário de uma passagem do Antigo Testamento sobre a instituição da monarquia (1Samuel 8:10-18).

### Limites do poder papal

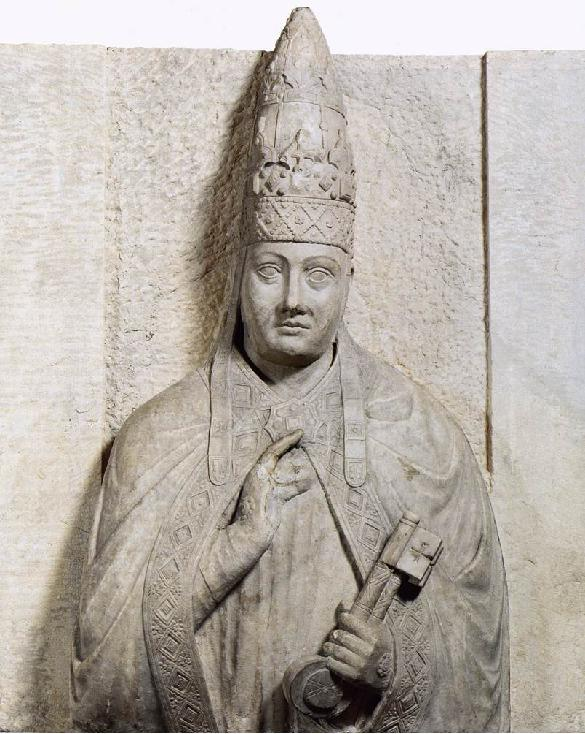
Papa Bonifácio VIII, defensor da Plenitudo potestatis.

Embora os canonistas claramente defendessem a dependência do poder temporal em relação ao espiritual, eles também admitiam a existência de um poder diferente do de Deus, criado a partir da lei dos homens. Essa concepção de poder é diferente daquela agostiniana que predominou durante quase toda a Idade Média, segundo a qual todo e qualquer poder (ou autoridade) derivariam de Deus (baseada em interpretações de passagens como João 19:11). O pensamento dos séculos XIII e XIV eram mais próximos da filosofia de Aristóteles, cuja tese era a de que o poder na sociedade civil seria originário de um acordo entre os homens. Nessa perspectiva, o Papa teria a supremacia do poder espiritual, mas o poder temporal poderia existir independentemente da vontade de Pedro e seus sucessores. Ao Papa era reservada a responsabilidade de confirmar a escolha dos líderes temporais cristãos e orientar suas decisões de acordo com o bom caminho.
Além disso, embora os canonistas admitissem que o Papa teria jurisdição temporal sobre a Ecclesia, era altamente improvável que ele se aproveitasse desse poder, uma vez que era um agente espiritual.